# 芬恩·特韦特
芬恩·特韦特（挪威語：Finn Tveter，1947年11月19日—2018年7月30日），挪威男子赛艇运动员。他曾代表挪威参加1972年和1976年夏季奥林匹克运动会赛艇比赛，其中1976年奥运会获得一枚银牌。